# Tara (plante)
Pour l’article homonyme, voir Tara.
Genre
Classification phylogénétique
Tara est un genre de plantes à fleurs de la famille des Caesalpiniaceae selon la classification classique, ou des Fabaceae (sous-famille des Caesalpinioideae) selon la classification phylogénétique.

## Liste d'espèces
- Tara cacalaco (Humb. & Bonpl.) Molinari & Sánchez Och.
- Tara spinosa (Feuillé ex Molina) Britton & Rose
- Tara vesicaria (L., 1753) Molinari, Sánchez Och. & Mayta

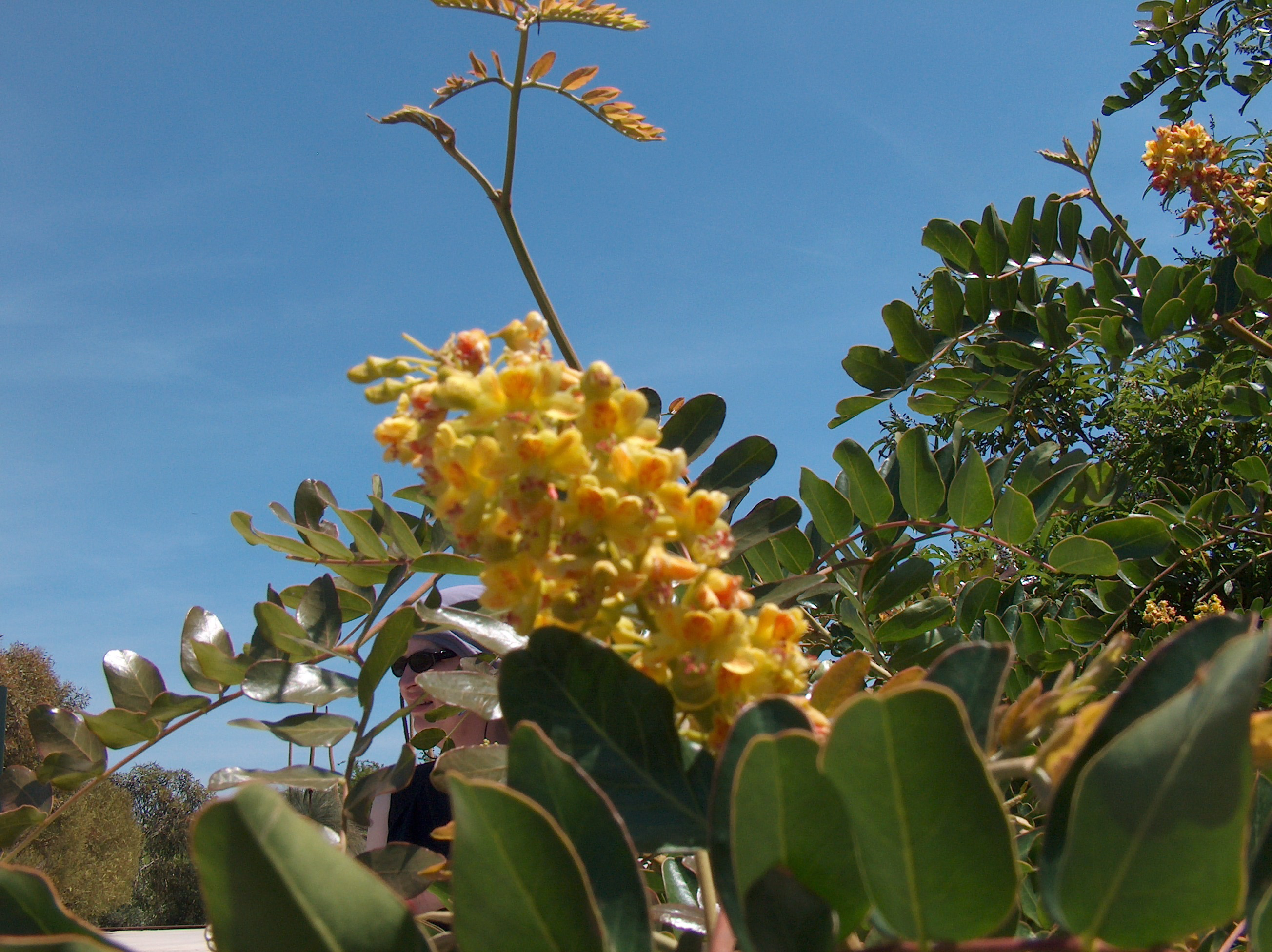
Tara spinosa.
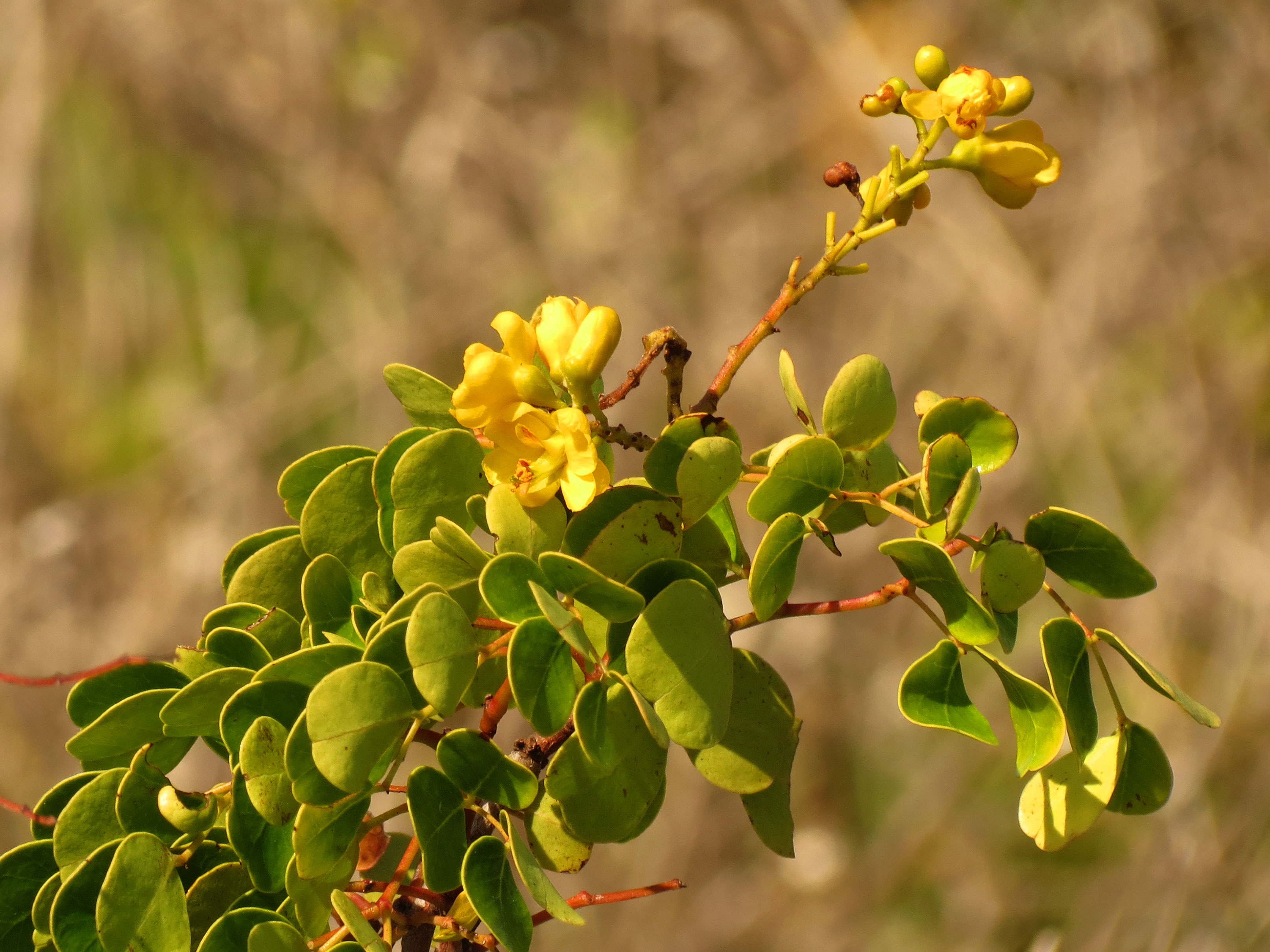
Tara vesicaria.